# Кнежевина Себорга
Кнежевина Себорга је самозвана и самопроглашена микронација која се налази у северозападном делу италијанске провинције Лигурија, недалеко од француске границе и Кнежевине Монако, обухватајући градић и околину Себорга.

## Историја
Прво познато спомињање места Себорга било је око 400. године нове ере. Године 954. свештеник из опатије у Леринсу основао је цркву Светог Михајла. Дана 20. августа 954. године Бенедиктанци су прогласили кнежевину у овом насељу. Први изабрани гувернер био је игуман Кристофер. Те исте године подигнута је и тврђава надомак града. Од тада па даље кроз историју, монаси су сами бирали свог управитеља Себорге, а 1079. године Себорга добија и наследног принца у оквиру Светог римског царства.
Место је временом постало окупљалиште за витезове, тако да је 1128. године папе Хонорије II одобрио Ред витезова Бернардинаца, са седиштем у Себорги. Од 1258. до 1579. град се ставља под заштиту Папске државе.
Године 1625. Себорга је припојена Савојској држави. Након тога, власт над градом се више пута мењала, али се поново вратила под окриље Севоје. 
Конфузија националности Себорге почела је када је 20. јануара 1729. године у Паризу, ова независна кнежевина продата савојској династији која је владала Пијемонт-Сардинијом. Након тога, 1815. године на Бечком конгресу приликом прерасподеле европских територија после Наполеонових ратова, а касније и у Акту о уједињењу Краљевину Италије из 1861. године, нема помена Себорге.

## Себорга данас
Аргумент за данашње стање, Себорге као независне државе, заснива се на тврдњи да ова продаја никад није била регистрована на новог власника.
Сербога се сматра независном након одржаног неформалног референдума 23. априла 1995. године, када је 304 Себорганца гласало - за, а само 4 - против „Устава Кнежевине", а у корист независности од Италије. Оснивач микронације Себорга, Ђорђо Карбони, након референдума, стекао је звање „принца" и неформално је владао до своје смрти. 25. новембра 2009. године. Наследио га је Марсело Менегато (Marcello Menegatto).
Данас, ова микронација тврди да има своју територију, становништво и владу.
Кнежевина Себорга је и делимично призната држава, јер је према њиховим наводима, 2009. године признање добила од државе Буркина Фасо. Такође, влада Себорге тврди да имају посредно признање још најмање 20 држава, а успостављене дипломатске односе са најмање 35 суверених држава света, спомињући и Русију. Власти Себорге и даље тврде да, правно гледано, њихова територија није део Италије, нити је то икад била. Држава Италија, овај сукоб назива само декларативним, јер судског или политичког спора између ове две стране није било. Такође, није било ни ометања спровођења закона Италије.

## Галерија
- Старе грађевине у Себорги
- Улице у Себорги
- Себоршки новчић
- Табла са натписом самозване кнежевине